# Pyreneisk lilja

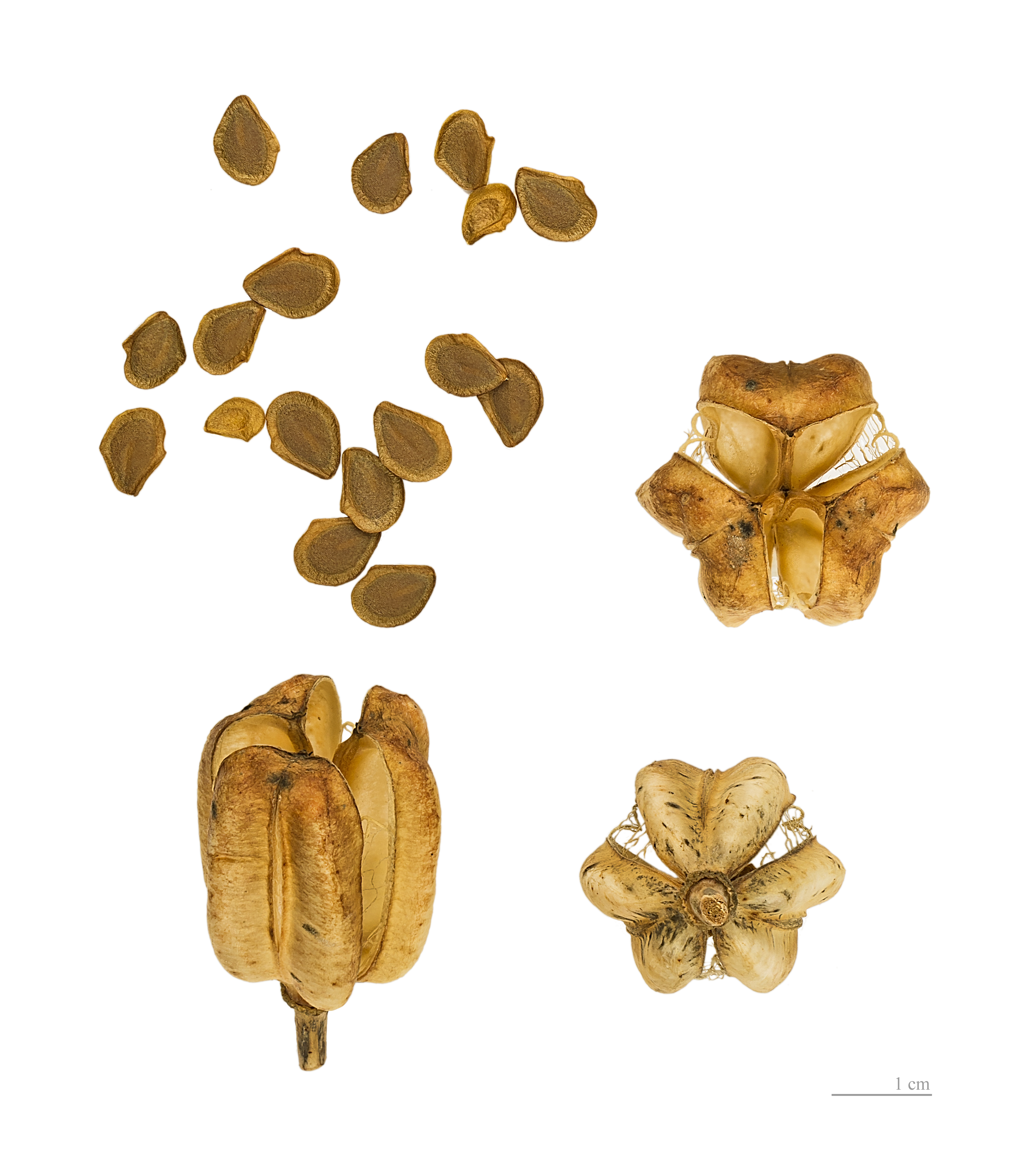
Lilium pyrenaicum

Pyreneisk lilja (Lilium pyrenaicum) är en art i familjen liljeväxter. Förekommer i bergsområden, norra Spanien och Pyrenéerna.
Flerårig ört med lök, 40-120 cm. Lök klotformad, ca 7 cm i diameter, blir rosa om den utsätts för ljus. Blad strödda, tätt sittande, smalt lansettlika, de saknar hår undertill. Blommor 1-12 eller fler i en klase, nickande med obehaglig doft. Hyllebladen är starkt tillbakarullade, ljust till grönaktigt gula, sällan röda, ofta prickade och streckade i svart, samt med purpur papiller mot basen. Ståndare släta, gröna, pollen djupt orangerött. Blommar i maj-juni.

## Liknande arter
Arten liknar scharlakanslilja (L. pomponicum), men den har röda, svartprickiga blommor som blir 5 cm i diameter. Scharlakansliljan blir också lägre (till 50 cm) och har silveraktiga bladkanter.
Slovensk lilja (L. carniolicum) blir till 120 cm. Blommor vanligen 6, ibland till 12, gula till orange eller röda, ofta fläckig i purpurbrunt och med purpur papiller. Ståndare släta. Bladen saknar hår undertill.  Sydöstra Alperna och Balkan.
Turkisk lilja (L. ponticum) blir till 100 cm. Blommor är 3-6, smörgula med mörk basfläck och mörkt bruna streck men utan papiller. Ståndare med papiller. Bladen har åtminstone några hår undertill. Nordöstra Turkiet och Georgien.

## Sorter
- 'Rubrum' - har blodröda till orangeröda blommor med brungula prickar.

## Synonymer
- Lilium flavum Lam., nom. illeg.
- Lilium pomponium subsp. pyrenaicum (Gouan) K. Richter
- Lilium pyrenaicum f. rubrum Stoker
- Lilium pyrenaicum var. rubrum Marshall